# 아부 바크르 알바그다디
아부 바크르 알바그다디(아랍어: أبو بكر البغدادي, Abu Bakr al-Baghdadi, 1971년 7월 28일~2019년 10월 26일)는 칼리프를 자칭하는 이슬람 국가의 최고지도자이다.
본명은 이브라힘 이븐 아와드 이븐 이브라힘 이븐 알리 이븐 무하마드 알바드리 알사마라이(아랍어:  إبراهيم ابن عواد ابن إبراهيم ابن علي ابن محمد البدري السامرائي)이며 "아부 바크르 알바그다디"는 가명이다. 칼리프 선언 후에는 칼리프 이브라힘(Caliph Ibrahim, خَلِيفَةُ إِبْرَاهِيم)로 부르고 있다.

## 생애
알바그다디는 1971년 이라크 사마라 인근 지역에서 태어난 것으로 추정된다. 그는 바그다드 대학교에서 이슬람학 학사, 석사, 박사 학위를 획득했다.
2005년 미군에 체포되어 이라크 남부의 부카 기지 수용소에 수감되었으나, 2009년 석방되었다.
2010년 5월 10일부터 이슬람 수니파 테러조직 이슬람 국가(IS)의 아미르인 아부 오마르 알바그다디의 후계자로 활동을 시작했다.
2011년 미국 정부는 알바그다디를 체포하거나 사살하는데 현상금 1000만 달러를 걸었으며, 이는 알 카에다 지도자 아이만 알자와히리에게 걸은 최고 현상금(2500만 달러) 다음으로 많은 금액이다.
2014년 6월 29일 스스로를 IS의 칼리프로 칭했다. 부상설과 사망설이 돌고 있었지만 최근 지도자로서의 연설 동영상을 유튜브에 올렸다.
2019년 10월 26일 미군의 바리샤 기습에 의해 사망했다. 미국 측에서는 이와 관련해 27일에 중대한 발표를 예고했으며, 발표 결과에 따르면 미군이 그를 생포 또는 사살하기 위해 작전을 벌였는데 폭탄조끼를 터트려 자살했다. 미군 측의 인명 피해는 경미한 것으로 알려졌다.